# Ojrzeń (Mazovië)

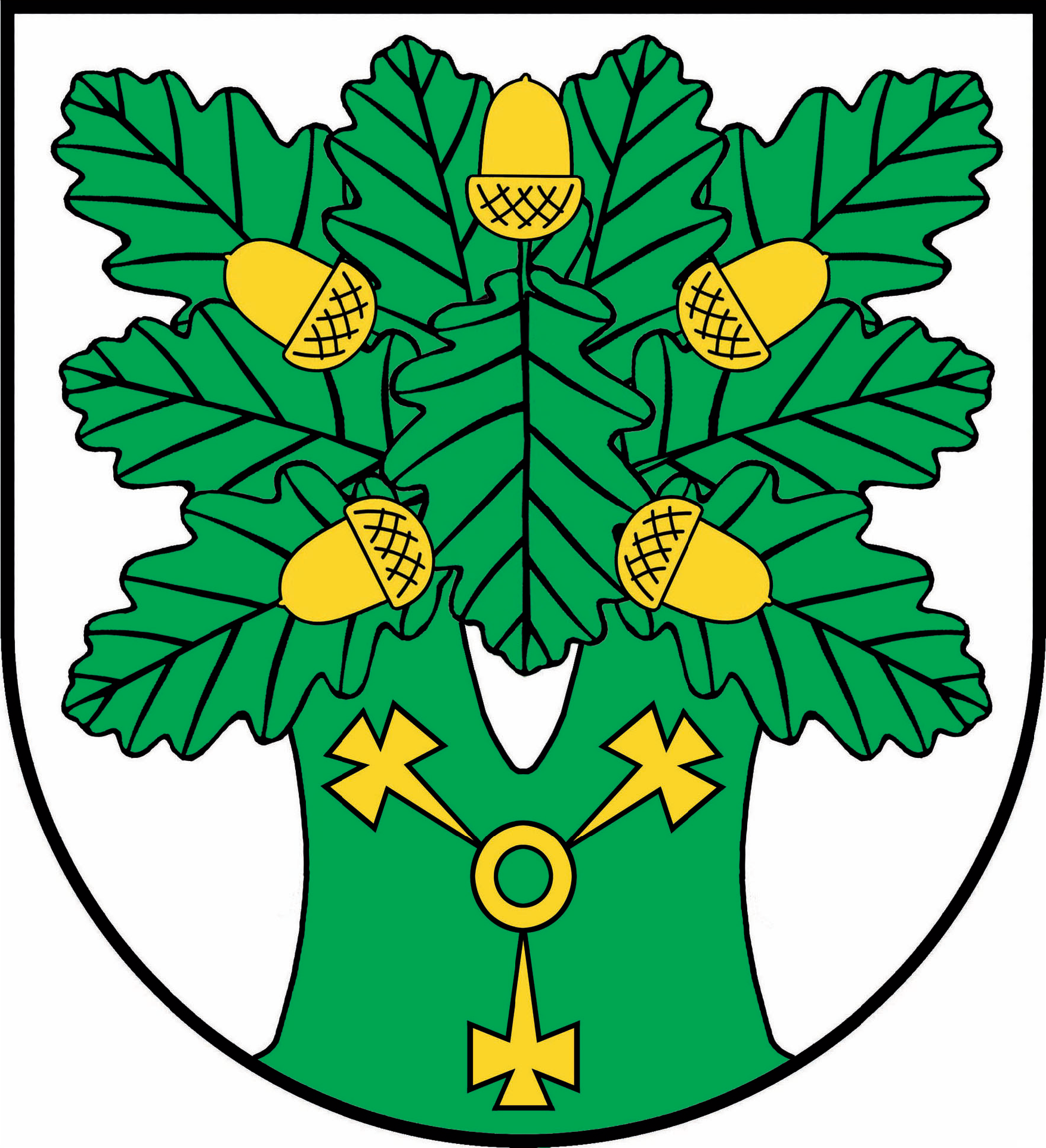
Gemeentewapen

Ojrzeń is een dorp in het Poolse woiwodschap Mazovië, in het district Ciechanowski. De plaats maakt deel uit van de gemeente Ojrzeń en telt 750 inwoners.